# 藤本安之
藤本 安之（ふじもと やすゆき、1989年6月1日 - ）は、大阪府岸和田市出身のプロサッカー選手。ジンバブエ・プレミアサッカーリーグ・Yadah Stars F.C.所属。ポジションはミッドフィールダー。

## 来歴
セレッソ大阪U-18、大阪産業大学を経て2012年に福島ユナイテッドFCに入団するも1年で契約満了、2013年、FC鈴鹿ランポーレに入団。
2014年3月にトライアウトを受け、オーストラリア・ブリスベンプレミアリーグのアルバニークリークエクセルシオールFCに入団、5年間所属し退団。
2019年からジンバブエ・プレミアサッカーリーグ のYadah Stars F.C.に所属。

## 所属クラブ
- FC岸和田U-15
- セレッソ大阪U-18（大阪市立天王寺商業高等学校）
- 2008年 - 2011年 大阪産業大学
- 2012年 福島ユナイテッドFC
- 2013年 FC鈴鹿ランポーレ
- 2014年 - 2018年  アルバニークリークエクセルシオールFC (Albany Creek Excelsior FC)
- 2019年 -  Yadah Stars F.C. (Yadah Stars F.C.)